# Rinxent
Rinxent è un comune francese di 2 760 abitanti situato nel dipartimento del Passo di Calais nella regione dell'Alta Francia.
Il territorio comunale è bagnato dalle acque del fiume Slack.

## Società

### Evoluzione demografica
Abitanti censiti